# Gare de Romont (Vosges)
Pour les articles homonymes, voir Gare de Romont.
La gare de Romont était une gare ferroviaire française de la ligne de Charmes à Rambervillers, située sur le territoire de la commune de Romont, dans le département des Vosges en région Lorraine.
Elle est mise en service en 1871 par la Compagnie des chemins de fer de l'Est et est fermée au service des voyageurs en 1935 et au service des marchandises en 1939.

## Situation ferroviaire
Établie à 315 m d'altitude, la gare de Romont est, durant la période d'activité de la ligne, située au point kilométrique (PK) 23,9 de la ligne de Charmes à Rambervillers, entre les gares de Moyemont et Rambervillers.

## Histoire
Le 30 décembre 1864 le préfet du département des Vosges annonce par courrier qu'il a fait étudier un nouveau tracé pour le projet de ligne devant relier Rambervillers et la ligne de Gray à Nancy. Il indique que le raccordement se fera à Charmes et qu'il est notamment prévu une station à Romont, sur la tranchée de la voie ferrée, à un kilomètre du village. Comme les autres stations de la ligne, il est prévu de l'installer sur une ligne droite avec un palier d'au moins 500 mètres.
La station de Romont est mise en service le 16 septembre 1871 par la Compagnie des chemins de fer de l'Est, chargée de l'exploitation par la Compagnie du chemin de fer de Rambervillers à Charmes concessionnaire de la ligne.
En 1886, le trafic en gare représente pour l'expédition, 1 473 voyageurs et en marchandises : 3 911 kg en grande vitesse et 22 307 kg en petite vitesse. Le tout pour une recette globale de 770,70 fr.
La fermeture du service voyageurs intervient en 1935 et celle du service des marchandises en 1939.
Il ne reste que la plateforme de la voie, la gare et ses installations ont disparu.